# I Liceum Ogólnokształcące im. Mikołaja Kopernika w Krośnie
I Liceum Ogólnokształcące z Oddziałami Dwujęzycznymi im. Mikołaja Kopernika w Krośnie (pot. Kopernik, kopiec) – jedna z najstarszych podkarpackich publicznych szkół średnich o charakterze świeckim.

## Historia
Pierwotnie w okresie zaboru austriackiego w 1900 powstała Państwowa Szkoła Realna, powołana decyzją Franciszka Józefa I.
Po odzyskaniu przez Polskę niepodległości i nastaniu II Rzeczypospolitej w 1920 szkoła została przekształcona w Państwowe Gimnazjum im. Mikołaja Kopernika, które funkcjonowało od tego czasu w charakterze bifurkacyjnym z rozgałęzieniem na typ humanistyczny i matematyczno-przyrodniczy. Zarządzeniem Ministra Wyznań Religijnych i Oświecenia Publicznego Wojciecha Świętosławskiego z 23 lutego 1937 „Państwowe Gimnazjum im. Mikołaja Kopernika w Krośnie” zostało przekształcone w „Państwowe Liceum i Gimnazjum im. Mikołaja Kopernika w Krośnie” (państwową szkołę średnią ogólnokształcącą, złożoną z czteroletniego gimnazjum i dwuletniego liceum), a po wejściu w życie tzw. reformy jędrzejewiczowskiej szkoła miała charakter koedukacyjny, a wydział liceum ogólnokształcącego był prowadzony w typie matematyczno-fizycznym łączonym z przyrodniczym.

## Dyrektorzy
Opracowano na podstawie materiału źródłowego.
- Kasper Brzostowicz (kierownik od 1 września 1900, dyrektor od 22 kwietnia 1902 do 15 października 1923)
- Ludwik Zakulski (kierownik od 1 października 1923, dyrektor od 1 stycznia 1925 do 26 lutego 1929)[1][5]
- Stanisław Ćwikowski (dyrektor od 26 lutego do 1 września 1929 roku)
- Stanisław Bobak (dyrektor od 1 października 1926 do 26 lutego 1948)
- Józef Kucza (dyrektor od 15 marca 1949 do 31 lipca 1974 roku)
- Adolf Marczak (dyrektor od 1 października 1974 do 31 sierpnia 1977 roku)
- Marian Socha (dyrektor od 1 września 1977 do 15 stycznia 1982 roku)
- Jan Krzanowski (dyrektor od 15 stycznia 1982 do 9 grudnia 1984 roku)
- Aleksander Nowak (dyrektor od l marca 1985 do 31 sierpnia 1990 roku)
- Leszek Uliasz (dyrektor od 1 października 1990 do 31 sierpnia 1995 roku)
- Zygmunt Ginalski (dyrektor od 1 września 1995 do 24 czerwca 1996 roku)
- Jadwiga Olbrycht (dyrektorka od 1 września 1996 do 31 sierpnia 1997 roku)
- Grażyna Gregorczyk (dyrektorka od 1 września 1997 do 31 sierpnia 2002 roku)
- Kazimierz Mazur (dyrektor od 2 października 2002 do 31 sierpnia 2007 roku)
- Ryszard Józefczyk (dyrektor od 3 wrzenia 2007)

## Nauczyciele
- Izabela Zatorska (wychowanie fizyczne)

W październiku 2021 ukazała się książka pt. Nauczyciele I Liceum Ogólnokształcącego im. Mikołaja Kopernika w Krośnie autorstwa Władysława Sitka, prezentująca sylwetki nauczycieli szkoły.

## Absolwenci
- Janusz Bek
- Teodor Benirski (1918)
- Łukasz Drewniak
- Władysław Findysz (1927)
- Jerzy Ginalski (1976)
- Stanisław Gorczyca (1912)
- Władysław Gościński (1911)
- Stanisław Franciszek Jucha (1949)
- Stanisław Jugendfein (1913)
- Magdalena Klimek
- Tadeusz Łopatkiewicz
- Zygmunt Markiewicz (1927)
- Przemysław Niepokój-Hepnar
- Julian Pudło (1948)
- Ludomił Rayski (1909)
- Zenon Romańczuk (1912)
- Robert Rozmus
- Mariusz Skałba (1982)
- Lora Szafran
- Stanisław Szczur (1974)[7]
- Aleksandra Szmyd
- Władysław Szombara (1928)
- Adam Trybus (1929)
- Stanisław Wdowiarz (1929)
- Stanisław Witowski-Iskrzyniak (1928)
- Stanisław Wroceński (1909)